# Alexandre Antoine Marolles
Pour les articles homonymes, voir Marolles.
Alexandre Antoine Marolles, né vers 1705 et mort à Paris entre 1751 et 1753, est un artiste français, peintre dessinateur et miniaturiste.

## Biographie

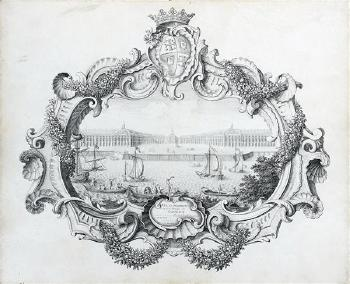
Vue en perspective de la place royale de Bordeaux, dessin de 1737.

La vie de Marolles est des plus mystérieuses : à ce jour, les recherches ne permettent pas de compléter la biographie de ce peintre qui, semble-t-il, entra au Cabinet du roi Louis XV comme « dessinateur ingénieur ». Le roi le distingue pour deux dessins à la plume (1737) offerts par les marchands de Bordeaux à l'initiative de l'intendant Claude Boucher en 1739 représentant une Vue en perspective de la place royale de Bordeaux. Il l'exposa au Salon du Louvre à Paris durant l'été 1739 ainsi qu'une Vue en perspective de son château en la Chapelle dédiée au contrôleur général Philibert Orry, travaux très applaudis comme le rapporte le Mercure de France.
Plus tard il exécuta une Vue du château de Chantilly et des Écuries du côté de la Pelouse (1738-1739), grand dessin dédié au duc de Bourbon ainsi que des scènes de chasse.
Une grande partie de son œuvre est constituée de portraits miniatures exécutés à la gouache pour de nombreuses personnalités appartenant à la haute bourgeoisie parisienne, travaux aujourd'hui très recherchés car d'une grande précision, et qui se portaient en médaillon.
Vers 1745, il composa des tableautins érotiques pour un projet autour des Contes de La Fontaine, notoirement licencieux. En 1746, il produit une Vue de Brunoy, un grand dessin à l'encre.
En 1748, il réalise le portrait en miniature de Thérèse Boutinon des Hayes, première épouse du fermier-général Alexandre Le Riche de La Pouplinière.
Le 25 mars 1749, il reçoit une rente inscrite par maître Michel Martel dans le minutier duquel il est dit qu'il habite rue de Richelieu.
Jacques Duprilot lui attribue, avec quelques réserves, la composition d'une suite d'illustrations originales à caractère érotique destinée au Tableau des Mœurs (1750) écrit et commandé par le mécène La Pouplinière, un unicum exposé à la Fondation Martin Bodmer en 2004, confisqué par Louis XV en 1762 et offert au duc de La Vallière, grand bibliophile.